# Fabriciana acuta
Fabriciana acuta är en fjärilsart som beskrevs av Matsumura 1929. Fabriciana acuta ingår i släktet Fabriciana och familjen praktfjärilar. Inga underarter finns listade i Catalogue of Life.